# Communauté de communes de Marie-Galante
Die Communauté de communes de Marie-Galante ist ein Gemeindeverband mit der Rechtsform einer Communauté de communes im französischen Überseedépartement Guadeloupe. Sie wurde am 18. Januar 1994 gegründet und umfasst die drei Gemeinden auf der Insel Marie-Galante. Der Sitz befindet sich im Ort Grand-Bourg. Sie war der erste Gemeindeverband außerhalb des französischen Mutterlandes.

## Mitgliedsgemeinden
| Gemeinde                                | Einwohner 1. Januar 2022 | Fläche km² | Dichte Einw./km² | Code INSEE | Postleitzahl |
| --------------------------------------- | ------------------------ | ---------- | ---------------- | ---------- | ------------ |
| Capesterre-de-Marie-Galante             | 3.150                    | 46,19      | 68               | 97108      | 97140        |
| Grand-Bourg                             | 4.678                    | 55,54      | 84               | 97112      | 97112        |
| Saint-Louis                             | 2.594                    | 56,28      | 46               | 97126      | 97134        |
| Communauté de communes de Marie-Galante | 10.422                   | 158,01     | 66               | –          | –            |